# Segeste (Sibbesse)
Segeste è una frazione (Ortsteil) del comune di Sibbesse, nel land della Bassa Sassonia, in Germania.

## Storia
Già comune autonomo nel circondario di Alfeld, il 1º marzo 1974 fu soppresso e incorporato ad Almstedt; insieme con Almstedt, fu unito a Sibbesse il 1º novembre 2016.